# Liège
Liège (phiên âm tiếng Việt: Luých-tích; tiếng Hà Lan Luik, tiếng Đức Lüttich, tiếng Wallonie Lîdje) là một thành phố nói tiếng Pháp của Bỉ.
Tháng 1 năm 2007, Liège có số dân là 188 907. Về số dân, Liège đứng thứ ba của Bỉ sau Bruxelles và Anvers, và đứng thứ 4 là Gand và Charleroi.
Thành phố nằm trong thung lũng của sông Meuse, gần biên giới phía đông của Bỉ với Hà Lan và Đức, nơi Meuse gặp sông Ourthe. Đó là sillon industriel cũ, là xương sống công nghiệp của Wallonia. Các thành phố Liège bao gồm các xã cũ của Angleur, Bressoux, Chênée, Glain, Grivegnée, Jupille-sur-Meuse, Rocourt, và Wandre.
Thành phố là trung tâm chính kinh tế và văn hóa của Wallonia. Liège là, với 194.054 cư dân thời điểm tháng 1 năm 2009, thành phố đông dân thứ hai ở Wallonia, sau Charleroi. Vùng đô thị, bao gồm cả khu vực đi lại bên ngoài, bao gồm diện tích 1.879 km2 và tổng dân số 749.110. 01 tháng 1 năm 2008, gồm gồm tổng cộng 52 khu tự quản, Herstal và Seraing, và được xếp vào hàng thứ ba đông dân nhất tại Bỉ, sau Brussels và Antwerp.

## Lịch sử

#### Thời Tiền sử
Theo dấu tích còn lại từ năm 200 000 trước công nguyên đã cho thấy đã từng có người sống ở đó thời tiền sử.

### Thời hiện đại
Vụ tấn công Liège 2011 diễn ra ở đây vào tháng 12 năm 2011.